# Verdoornianthus marsupiifolius
Verdoornianthus marsupiifolius là một loài Rêu trong họ Lejeuneaceae. Loài này được (Spruce) Gradst. miêu tả khoa học đầu tiên năm 1977.